# Pegnitz (by)
Pegnitz (Fränkisch: Bengatz) er en by i Landkreis Bayreuth i Oberfranken i den tyske delstat Bayern.

## Geografi
Pegnitz ligger i Region Oberfranken-Ost i Fränkischen Schweiz, ved floden Pegnitz, cirka 27 km. syd for byen Bayreuth.

### Inddeling
Ud over Pegnitz ligger i kommunen disse landsbyer og bebyggelser
| - Bodendorf - Bronn - Buchau - Büchenbach - Hainbronn - Hammerbühl - Hedelmühle - Heroldsreuth - Herrenmühle | - Horlach - Hufeisen - Kaltenthal - Kleinkrausmühle - Körbeldorf - Kosbrunn - Kotzenhammer - Langenreuth - Leups - Lobensteig | - Lüglas - Melbach - Nemschenreuth - Neudorf - Neuhof - Penzenreuth - Pertenhof - Reisach - Stein - Stemmenreuth | - Trockau - Troschenreuth - Vestenmühle - Weidelwangermühle - Weidmannshöhe - Willenberg - Willenreuth - Zips |

## Historie
Pegnitz nævnes første gang som Begenz i en bekendtgørelse fra Kloster Michelfeld fra 6. maj 1119. Fra 1293 kaldes den Begniz og fra 1329 bruges det nutidige navn.
1357–1402 hørte byen til Kongeriget Böhmen, hvilket stadig afspejles i navnet på borgruinen Böheimstein  . Pegnitz blev i 1400-tallet pantsat, og var i flere århundreder i hohenzollernes besiddelse, da böhmen ikke kunne indløse pantet.
Det tidligere Obervogtamt Fyrstedømmet Bayreuth der i 1792 var blevet preußisk kom ved Freden i Tilsit i 1807 under Frankrig. I 1810 blev det som led i en finansiel erstatning overdraget til Kongeriget Bayern.